# کاساله سول سیل
کاساله سول سیل (به ایتالیایی: Casale sul Sile) یک کومونه در ایتالیا است که در استان ترویزو واقع شده‌است.

## خصوصیات
کاساله سول سیل ۲۶ کیلومترمربع مساحت و ۱۲٬۴۱۸ نفر جمعیت دارد.